# Déplacement chimique
 (novembre 2012).
En résonance magnétique nucléaire (RMN), le déplacement chimique décrit la dépendance des niveaux d'énergie magnétique du noyau avec l'environnement électronique de la molécule.
Le noyau d'un atome peut posséder un moment magnétique (si son spin n'est pas nul), ce qui donne différents niveaux d'énergie en présence d'un champ magnétique extérieur.
Autour d'un noyau donné, la distribution des électrons varie selon la géométrie locale des orbitales moléculaires (nature, longueurs et angles de liaison, polarisation, etc.). Le champ magnétique total ressenti par un noyau est alors la superposition du champ extérieur appliqué et du champ local induit par la présence et la circulation des électrons.

Région typique de déplacement chimique du fluor 19 par RMN. Différents types de fluors trouvés dans des environements chimiques différents sont placés à leur déplacement chimique respectifs.

Cela a un impact sur les niveaux d'énergie et donc les fréquences de résonance magnétique nucléaire. Ces variations des fréquences d'un même type de noyau sont appelées « déplacement chimique ».
Le déplacement chimique est repéré par rapport à une fréquence de référence déterminée sur un échantillon de référence, souvent une molécule avec une distribution électronique peu déformée.
Le déplacement chimique a une grande importance en spectroscopie RMN notamment en chimie organique où il est une des informations permettant de déterminer la nature et la structure de molécules complexes.
Pour des articles plus généraux, voir résonance magnétique nucléaire et spectroscopie RMN.

## Fréquence de travail
La fréquence de travail {\displaystyle \omega _{0}} d'un aimant est donnée par la relation de Larmor, {\displaystyle \omega _{0}=\gamma B_{0}} où {\displaystyle B_{0}} est l'intensité du champ magnétique et {\displaystyle \gamma } est le rapport gyromagnétique du noyau étudié.
Ce rapport est calculé à partir du moment magnétique {\displaystyle \mu } et du spin {\displaystyle I} du noyau, ainsi qu'avec le magnéton nucléaire {\displaystyle \mu _{N}} et la constante de Planck {\displaystyle h} :
{\displaystyle \gamma ={\frac {\mu \,\mu _{N}}{hI}}}
Ainsi la fréquence de travail en RMN 1H et pour un champ de 1 T est calculée :
{\displaystyle \omega _{0}=\gamma B_{0}={\frac {2,79\times 5,05\times 10^{-27}\,{\rm {J/T}}}{6,62\times 10^{-34}\,{\rm {Js}}\times \left({1/2}\right)}}\times 1\,{\rm {T}}=42,5\,{\rm {MHz}}}

## Substance de référence
Le déplacement chimique δ est exprimé habituellement en parties par millions (ppm) et il est calculé de cette manière :
{\displaystyle \delta ={\frac {\nu -\nu _{\text{réf}}}{\nu _{\text{travail}}}}}
où {\displaystyle \nu } est la fréquence de résonance du noyau sondé, {\displaystyle \nu _{\text{réf}}} celle d'un noyau de référence et {\displaystyle \nu _{\text{travail}}} la fréquence de travail.
En RMN 1H, 13C, et 29Si, on utilise habituellement le TMS (tétraméthylsilane) ou le DSS, dont le déplacement chimique est fixé à 0 par convention. D'autres substances sont utilisées comme référence pour les autres noyaux.
Ainsi un signal de RMN à 300 Hz par rapport au TMS avec une fréquence appliquée de 300 MHz donne un déplacement chimique de :
{\displaystyle {\frac {300\,{\rm {Hz}}}{300\times 10^{6}\,{\rm {Hz}}}}=1\times 10^{-6}=1\,{\rm {ppm}}}
Ce mode de calcul permet de s'affranchir du spectromètre utilisé (et de son champ magnétique, différent d'un appareil à l'autre). La fréquence de travail dépend du champ mais pas le déplacement chimique. Le champ magnétique a cependant un impact : il permet une meilleure résolution lorsqu'il est élevé. En effet la résolution est {\displaystyle \Delta \delta ={\frac {\Delta \nu }{\nu _{\text{réf}}}}}.

## Le champ magnétique induit
Les électrons autour d'un noyau circulent dans le champ magnétique et créent un deuxième champ magnétique. Ce champ induit s'oppose au champ appliqué comme le stipule la loi de Lenz et le noyau est alors « blindé ». Les variations du déplacement chimique peuvent s'expliquer avec les degrés de blindage ou de déblindage. Par exemple un hydrogène à proximité d'un atome déficient en électrons sera déblindé (champs faibles, déplacement chimique grand).
Les noyaux résonnent dans une large gamme à gauche de la référence (ou plus rarement vers la droite). Quand un signal a lieu pour un plus grand déplacement chimique :
- le champ magnétique appliqué effectivement est plus faible pour une fréquence donnée ;
- la fréquence est plus haute (si le champ extérieur est statique) ;
- le noyau est plus déblindé.

## Facteurs influençant le déplacement chimique
Les principaux facteurs qui influencent le déplacement chimique sont la densité électronique, l'électronégativité des groupes proches et les effets d'anisotropie du champ magnétique induit.
- La densité électronique protège un noyau (par écrantage) du champ extérieur. Par exemple en RMN du proton, l'ion tropylium pauvre en électrons a son déplacement chimique de proton à 9,17 ppm, tandis que dans le cas des anions riches en électrons comme le cyclooctatétraényl, il est de 6,75 ppm, et même 5,56 ppm pour le dianion.
- Un noyau à proximité d'un atome électronégatif ressent une densité électronique plus faible et le noyau est déblindé. En RMN du proton des halogénures de méthyle (CH3-X), le déplacement chimique des protons du méthyle augmente dans cet ordre : I < Br < Cl < F de 2,16 ppm à 4,26 ppm, ce qui reflète cette tendance. En RMN du carbone, le déplacement chimique du noyau de carbone augmente dans le même ordre de −10 ppm à 70 ppm. Plus on s'éloigne de l'atome électronégatif et plus l'effet diminue.
- Les effets du champ magnétique induit présentant une anisotropie sont le résultat d'un champ magnétique local induit ressenti par un noyau résultant d'une circulation d'électrons. Elle est peut-être paramagnétique quand elle est parallèle au champ appliqué et diamagnétique dans le cas contraire (antiparallèle). C'est observé de même dans les alcènes où la double liaison est orientée perpendiculairement au champ extérieur avec des électrons pi circulant à angle droit. Les lignes de champ magnétique induit sont parallèles au champ extérieur au niveau des protons des alcènes ce qui fait passer leur déplacement chimique de 4,5 à 7,5 ppm.

La zone en 3D où un noyau donne un déplacement chimique important est appelé zone de blindage et présente une forme de cône aligné avec le champ extérieur :
Les protons des composés aromatiques présentent un déplacement chimique encore plus important avec un signal pour le benzène à 7,73 ppm en raison du courant diamagnétique circulaire.
Les protons alkyles ont des déplacements chimiques autour de 2–3 ppm. Pour les alkyles l'orientation ou l'effet est le plus important est colinéairement à la triple liaison (le champ extérieur est parallèle à la circulation d'électrons).

## Propriétés magnétiques des noyaux les plus courants
1H et 13C ne sont pas les seuls noyaux visibles en RMN. D'autres noyaux peuvent être détectés, bien qu'on le fasse moins souvent en raison de la sensibilité relative plus faible.
| Isotope                                     | Abondance naturelle (%) | nombre de spin l | Moment magnétique μ | Moment quadripolaire électrique (e 10−24 cm2) | Fréquence de travail à 7 T (MHz) | Sensibilité relative |
| ------------------------------------------- | ----------------------- | ---------------- | ------------------- | --------------------------------------------- | -------------------------------- | -------------------- |
| 1H                                          | 99,984                  | 1/2              | 2,79628             |                                               | 300,13                           | 1                    |
| 2H                                          | 0,016                   | 1                | 0,85739             | 2,8 × 10−3                                    | 46,07                            | 0,0964               |
| 10B                                         | 18,8                    | 3                | 1,8005              | 7,4 × 10−2                                    | 32,25                            | 0,0199               |
| 11B                                         | 81,2                    | 3/2              | 2,6880              | 2,6 × 10−2                                    | 96,29                            | 0,165                |
| 12C                                         | 98,9                    | 0                |                     |                                               |                                  |                      |
| 13C                                         | 1,1                     | 1/2              | 0,70220             |                                               | 75,47                            | 0,0159               |
| 14N                                         | 99,64                   | 1                | 0,40358             | 7,1 × 10−2                                    | 21,68                            | 0,00101              |
| 15N                                         | 0,37                    | 1/2              | −0,28304            |                                               | 30,41                            | 0,00104              |
| 16O                                         | 99,76                   | 0                |                     |                                               |                                  |                      |
| 17O                                         | 0,0317                  | 5/2              | −1,8930             | −4,0 × 10−3                                   | 40,69                            | 0,0291               |
| 19F                                         | 100                     | 1/2              | 2,6273              |                                               | 282,40                           | 0,834                |
| 28Si                                        | 92,28                   | 0                |                     |                                               |                                  |                      |
| 29Si                                        | 4,70                    | 1/2              | −0,55548            |                                               | 59,63                            | 0,0785               |
| 31P                                         | 100                     | 1/2              | 1,1205              |                                               | 121,49                           | 0,0664               |
| 35Cl                                        | 75,4                    | 3/2              | 0,92091             | −7,9 × 10−2                                   | 29,41                            | 0,0047               |
| 37Cl                                        | 24,6                    | 3/2              | 0,68330             | −6,2 × 10−2                                   | 24,48                            | 0,0027               |
| Propriétés magnétiques des noyaux courants. |                         |                  |                     |                                               |                                  |                      |

1H, 13C, 15N, 19F et 31P sont les cinq noyaux qui ont le plus d'importance en RMN :
- 1H a une très grande sensibilité en RMN et est très présent dans les composés organiques ;
- 13C est l'atome présent dans tous les composés organiques malgré sa rare abondance (1,1 %) comparé à l'isotope majoritaire 12C, qui a un spin nul et qui est donc inactif en RMN ;
- 15N atome présent dans les biomolécules comme les protéines et l'ADN ;
- 19F très sensible ;
- 31P assez sensible et très abondant.